# Alpinia oblongifolia
Alpinia oblongifolia är en enhjärtbladig växtart som beskrevs av Bunzo Hayata. Alpinia oblongifolia ingår i släktet Alpinia och familjen Zingiberaceae. Inga underarter finns listade i Catalogue of Life.